# Heal the World
«Heal the World» (Sana al mundo) es una canción del cantante y compositor Michael Jackson. Fue lanzada el 23 de noviembre de 1992 como el sexto sencillo del álbum Dangerous. El sencillo es considerado una de las mejores canciones del artista, y junto a otras como: Cry, Earth Song y We Are the World; forman parte de la gran cantidad de canciones que el artista escribió sobre el mundo. "Heal the World" es una mezcla de R&B, Soul y Gospel. La canción contó con la participación de tres integrantes de la popular banda de rock Toto: Jeff Porcaro, David Paich y Steve Porcaro.

## Composición
El mismo Jackson dijo que la escribió en un árbol en su Rancho Neverland, siendo esta pieza una de las más exitosas canciones de su carrera. Se inspiró en el nombre de la canción para crear el Heal the World Foundation, una fundación de ayuda benéfica para los niños sin hogar.

## Posiciones
| Puestos (1992/1993)                                                  | Posición más alta |
| -------------------------------------------------------------------- | ----------------- |
| Australia                                                            | 20                |
| Austria                                                              | 4                 |
| Canadá                                                               | 9                 |
| Holanda                                                              | 4                 |
| Eurochart Hot 100                                                    | 2                 |
| Francia                                                              | 2                 |
| Alemania                                                             | 3                 |
| Irlanda                                                              | 2                 |
| Israel                                                               | 2                 |
| Nueva Zelanda                                                        | 3                 |
| Noruega                                                              | 3                 |
| España                                                               | 1                 |
| Suecia                                                               | 15                |
| Suiza                                                                | 5                 |
| Reino Unido                                                          | 2                 |
| US Billboard Hot 100                                                 | 27                |
| US Billboard Hot R&B/Hip-Hop Songs\|Hot R&B/Hip-Hop Singles & Tracks | 62                |
| Puestos (2006)                                                       | Posición más Alta |
| Holanda                                                              | 40                |
| Francia                                                              | 60                |
| España                                                               | 1                 |
| Italia                                                               | 13                |
| Puesto (2009)                                                        | Posición más Alta |
| Australia                                                            | 26                |
| Austria                                                              | 22                |
| Dinamarca                                                            | 7                 |
| Holanda                                                              | 46                |
| Alemania                                                             | 18                |
| Irlanda                                                              | 22                |
| Nueva Zelanda                                                        | 19                |
| Noruega                                                              | 3                 |
| Suecia                                                               | 18                |
| Suiza                                                                | 9                 |
| Reino Unido                                                          | 44                |